# Nelson-Klasse (1927)
Die Nelson-Klasse war eine Klasse von zwei Schlachtschiffen, die in den 1920er-Jahren für die Royal Navy unter den Beschränkungen des Washingtoner Flottenabkommens von 1922 gebaut wurden. Die beiden Schiffe der Klasse wurden nach Horatio Nelson und George Rodney benannt. Beide Schiffe kamen im Zweiten Weltkrieg zum Einsatz.

## Ursprünge
Nach dem Ende des Ersten Weltkriegs befand sich die Royal Navy trotz zahlenmäßiger Überlegenheit in einer äußerst schwachen Position gegenüber den aufstrebenden Marinen der USA und Japans. Während die USA bis 1919 18 weitere Großkampfschiffe in Auftrag gegeben hatte und die Japaner mit ihrem 8-8-Programm antworteten, hatten die Briten seit 1916 lediglich vier Schlachtschiffe gebaut. Um diesen Rückstand auszugleichen, hatte die Admiralität gehofft, 1921 drei neue 43.500-tn.l.-Schlachtschiffe (N3) sowie einen 48.000-tn.l.-Schlachtkreuzer (G3) bauen zu können, denen im folgenden Jahr vier weitere Schiffe folgen sollten. Um einem erneuten Wettrüsten entgegenzuwirken, wurde in der von US-Präsident Harding 1922 initiierten Washingtoner Flottenkonferenz die Tonnage für Schlachtschiffneubauten auf 35.000 ts und die Bewaffnung auf Geschütze des Kalibers 406 mm begrenzt.

## Entwurf
Trotz der Beschränkungen durch den Flottenvertrag wurde unter Verwendung der nun nicht vertragsmäßig erlaubten Entwürfe für die Schlachtkreuzer (G3) und Schlachtschiffe (N3) – Frontpanzerung und blockartig strukturierte gepanzerte Aufbauten – ein neuer Schlachtschifftyp entwickelt. Die britische Delegation hatte bei den Verhandlungen zum Washingtoner Flottenabkommen dafür gesorgt, dass das Gewicht des Treibstoffs und des Kesselspeisewassers nicht in die Berechnung der entscheidenden Standardverdrängung einbezogen wurde. Man hatte argumentiert, dass die Schiffe zum Schutz des großen Britischen Empires mehr Treibstoff und Wasser tragen mussten und man nicht gegenüber Ländern wie den Vereinigten Staaten benachteiligt sein wollte, deren Großkampfschiffe viel näher bei ihren Basen operieren konnten. In Kombination mit der gewichtssparenden Anordnung der Hauptbewaffnung konnten die Schiffe der Nelson-Klasse innerhalb des zulässigen 35.000-tn.l.-Limits des Vertrages gebaut werden.
Bereits im November 1921, als sich abzeichnete, dass der Bau der G3-Schlachtkreuzer gestrichen werden sollte, wurde der DNC gebeten, im Rahmen des Vertrags neue Entwürfe zu erstellen, wobei jedoch nach Möglichkeit alle Merkmale der „G3“ berücksichtigt werden sollten. Im Januar 1922 wurden weitere Vorschläge unterbreitet, die eine verkleinerte Version der „G3“ zeigten, die aber viele ihrer Eigenschaften beibehielt und eine Geschwindigkeit von 23 Knoten erreichen sollte. Im September 1922 wurde der endgültige Entwurf angenommen, der alle wesentlichen Merkmale enthielt: Hoher Freibord und gute Seetüchtigkeit, neun 406-mm-Geschütze, Panzerung nach dem „all or nothing“-Prinzip und eine Geschwindigkeit gleich oder höher als bei zeitgenössischen ausländischen Schlachtschiffen.

## Technik

### Schiffsmaße

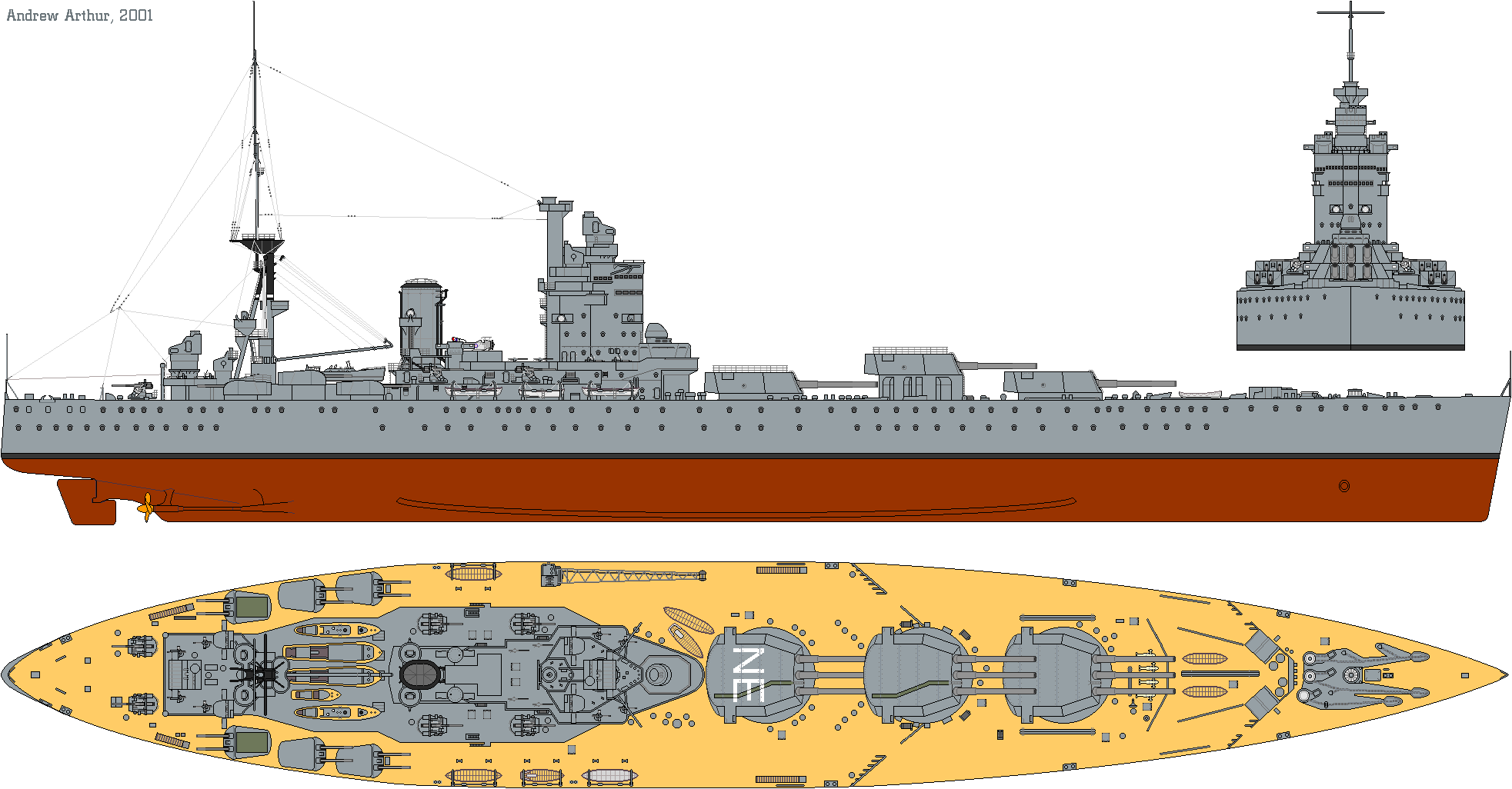
Rechter Aufriss und Draufsicht

Die Schiffe der Nelson-Klasse hatten eine Gesamtlänge von 216,50 m, eine Länge zwischen den Loten von 201,16 und eine Breite von 32,30 m. Der Tiefgang betrug 9,20 m und die Verdrängung lag zwischen 32.310 und 38.386 t (Nelson) und zwischen 34.271 t und 38.030 t (Rodney). Beide Schiffe hatten einen Freibord von 8,83 vorn, 7,77 m mittschiffs und 8,22 m achtern.

### Antrieb

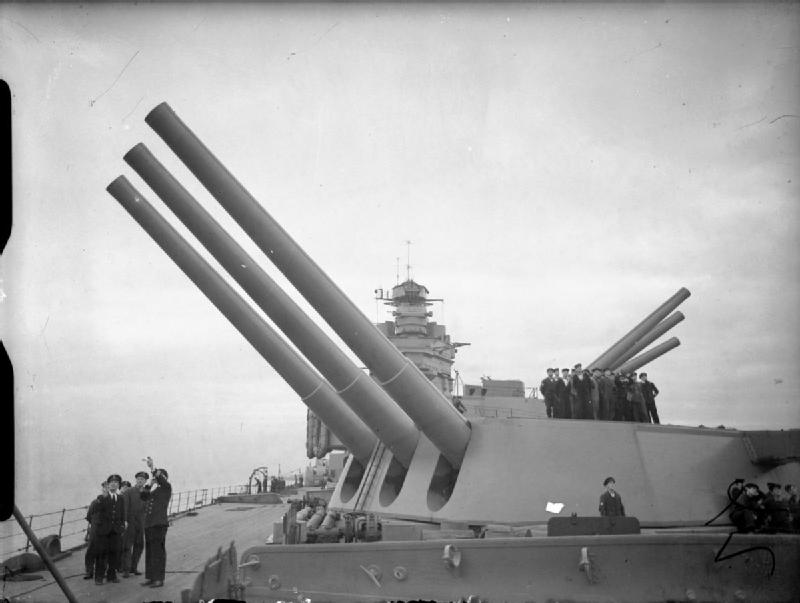
406-mm-Geschütze

Die Nelson-Klasse hatte durch ihr besonderes Panzerungskonzept mit dem weit innenliegenden Schutz und durch die Artillerieaufstellung mit den schweren Türmen in der Schiffsmitte nur wenig Raum für Maschinenanlagen. Die Dampfkessel waren, anders als sonst üblich, hinter den Turbinen angeordnet. So konnte der Schornstein den Abgasrauch der Kessel so weit wie möglich vom Brückenaufbau entfernt aus dem Schiff leiten. Wegen des beschränkten Platzangebotes hätte sonst der Rauch sehr dicht bei der Brücke aus dem Schornstein ausströmen müssen, was die Sicht vom Brückenturm hätte beeinträchtigen können. Die Schiffe waren mit zwei Brown-Curtis-Dampfturbinen ausgestattet, die jeweils eine Welle antrieben und insgesamt 45.000 Shp (33.500 kW) entwickelten, mit der sie eine Höchstgeschwindigkeit von 23,8 Knoten (44 km/h) erreichten. Der Dampf wurde von acht Admiralty-Wasserrohrkesseln mit einem Arbeitsdruck von 17 bar geliefert. Die Schiffe konnten maximal 3.860 t Heizöl mitführen, was ihnen bei 16 Knoten (30 km/h) eine Reichweite von 7.000 Seemeilen (13.000 km) ermöglichte. Ihre Besatzungen bestanden aus 1.361 Mann plus Offizieren.

### Bewaffnung

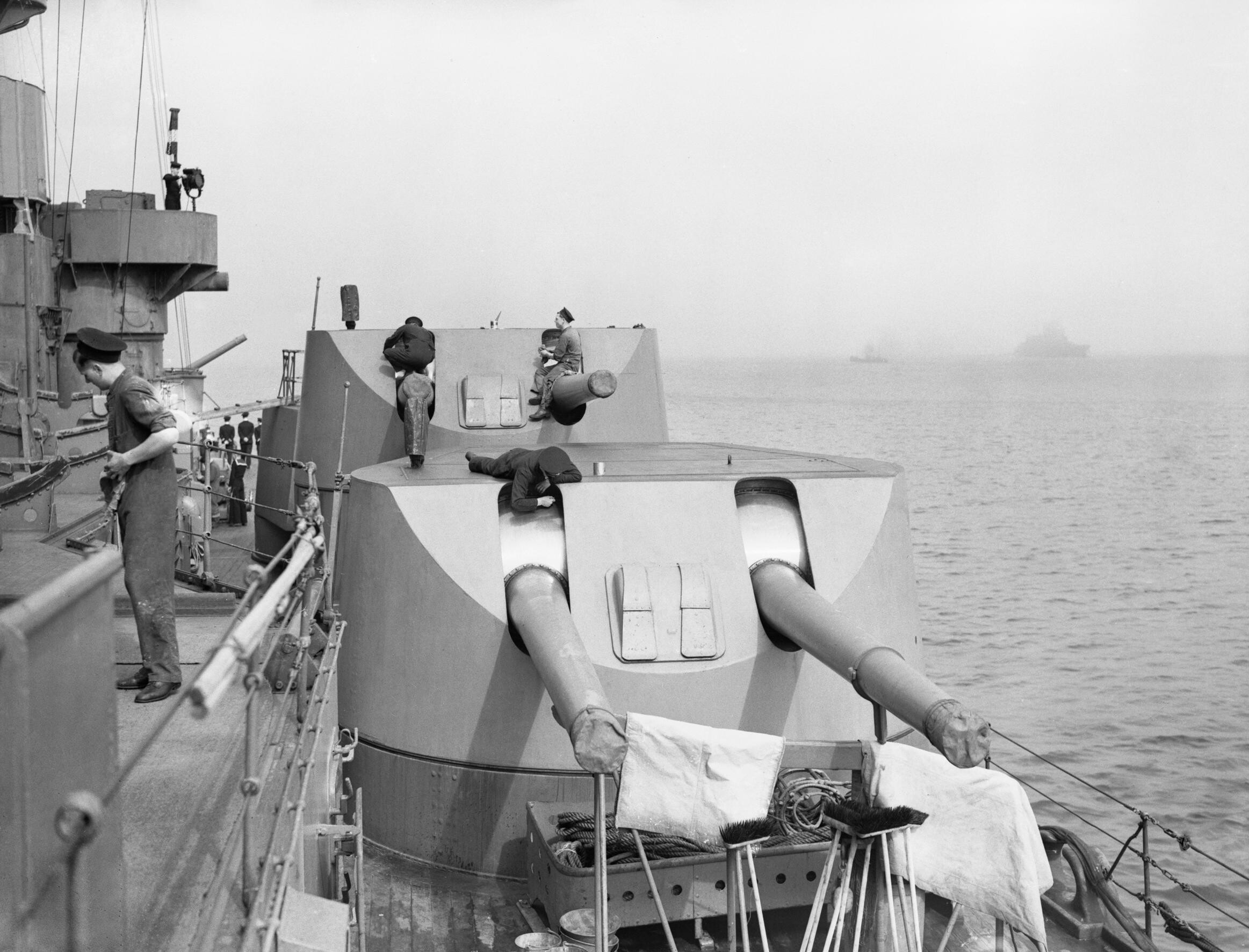
152-mm-Geschütz

Mit Ausnahme der 412-mm-Kanonen der Benbow- und der Sans-Pareil-Klasse, die 1888 bzw. 1891 fertiggestellt wurden, waren die Nelson und die Rodney die ersten und einzigen britischen Schlachtschiffe mit 406-mm-Geschützen. Die Anordnung aller drei Geschütztürme vor den Aufbauten war zum Zeitpunkt ihres Baus einzigartig und ermöglichte eine sehr kurze gepanzerte Zitadelle mit maximalem Schutz für Geschützstände und Magazine, während die enge Gruppierung der Geschütztürme die Feuerleitung erleichterte. Dank dieser Vorteile konnte der Verlust an taktischer Effizienz, der durch das Fehlen von direktem Feuer nach achtern verursacht wurde, ausgeglichen werden.

#### Hauptbewaffnung
Die Hauptbewaffnung bestand aus neun 406-mm-Geschützen in drei Drillingsgeschütztürmen vor den Aufbauten mit einem Gewicht von je 1.503 t. Die Geschütze wurden von vorne nach achtern mit „A“, „B“ und „C“ bezeichnet. Die Kanonen hatten bei einer maximalen Elevation von 40 Grad und einer Mündungsgeschwindigkeit von 788 m/s eine Reichweite von 34.700 m. Sie verschossen dabei ein etwa 920 kg schweres AP-Geschoss, das in der Lage war, auf 13.716 m eine Panzerung von 360 mm zu durchschlagen. Die Geschütztürme wurden hydraulisch gesteuert. Der erforderliche Öldruck wurde von je einer Pumpe pro Turm erzeugt, die von einer 750-PS-Dampfmaschine angetrieben wurde. Die Geschütze befanden sich auf einzelnen Schlitten, wobei der Auslauf mit Druckluft betrieben wurde. Die Höhenverstellung erfolgte über Hydraulikzylinder und -kolben, die mit dem Schlitten verbunden waren. Jeder Turm verfügte über zwei 400 PS starke Taumelscheibenmotoren, die über ein Schneckengetriebe angetrieben wurden.

#### Sekundärbewaffnung
Die Sekundärbewaffnung bestand aus zwölf 152-mm-Geschützen in Mk-XVIII-Zwillingstürmen mit einem Gewicht von 76 tn.l. (77,2 t). Die Türme befanden sich neben den Aufbauten, drei auf jeder Breitseite. Die 7,86 m langen Geschütze hatten einen Seitenrichtbereich von −100 bis +100 Grad. Die Kanonen selbst wogen 165 tn.l.   (167,6 t) und hatten bei einer maximalen Elevation von 43° und einer Mündungsgeschwindigkeit von 879 m/s eine Reichweite von 22.860 m. Sie verschossen rund 45,4 kg schwere Granaten mit einer Kadenz von fünf bis sechs Schuss pro Minute. Die Türme waren mit einer weitgehend automatisierten Munitionszuführung ausgerüstet, so dass ihre Geschützmannschaft und die Größe der Türme reduziert werden konnten. Ohne nennenswerte Panzerung machte sie ihre dicht gedrängte Aufstellung in zwei Dreiergruppen auf dem Achterschiff verwundbar. Die Munitionsbunker und Umladeräume für Munition waren entsprechend komplex ausgebaut, um bei Explosionen in den Türmen das Durchschlagen der Stichflammen über das Transportsystem in den Bunker zu verhindern.

### Flugabwehr und Torpedos
Die Flugabwehr bestand aus sechs 120-mm-Schnellfeuergeschützen in Mk-XII-Steilwinkellafetten und acht 40-mm-„pom-pom“-Maschinenkanonen in Einzellafetten. Von den 120-mm-Kanonen befanden sich jeweils zwei an Back- und Steuerbord in den Aufbauten und zwei achtern hinter dem Dreibeinturm. Die Kanonen hatten eine Länge von 5 m und ein Gewicht von 3 tn.l. Bei einer Elevation von 90° und einer Mündungsgeschwindigkeit von 749 m/s hatten die Geschütze eine effektive Reichweite von 9.750 m. Außerdem waren die Schiffe mit fünf 7,7-mm-Vickers- und achtzehn Lewis-Maschinengewehren sowie zwei Unterwasser-Torpedorohren für den 622-mm-Torpedo Mk I ausgerüstet.

### Feuerleitsystem
Die Hauptbewaffnung wurde durch zwei Feuerleit-Kontrolltürme (englisch Director Control Tower, DCT), einer auf dem Dach des Kommandoturms und der andere am hinteren Ende des Schutzdecks, kontrolliert. Die Sekundärbewaffnung wurde von vier DCT gesteuert, von denen zwei neben dem DCT auf dem Dach des Kommandoturms und die anderen beiden vor dem hinteren DCT am Ende des Schutzdecks installiert waren. Das Feuerleitgerät für die 120-mm-Kanonen befand sich oberhalb des Brückenturms und wurde später durch das High Angle Control System (HACS) ersetzt.

Panzerungsschema der Nelson-Klasse

### Panzerung
Der Panzergürtel der Schiffe bestand aus 365 mm Krupp-Zementstahl und erstreckte sich mittschiffs 117 m von der vorderen Barbette bis zum Maschinenraum achtern, wo er sich auf 330 mm verjüngte. Die Enden der gepanzerten Zitadelle wurden durch Querschotten aus unzementierter Panzerung mit einer Dicke von 203 bis 305 mm am vorderen Ende und 102 bis 254 m am hinteren Ende abgeschlossen. Die Front der Hauptgeschütztürme war 406 mm und die Seiten 229 bis 279 mm dick, während die Dachpanzerplatten eine Dicke von 184 mm aufwiesen. Die Panzerung der Barbetten war zwischen 305 und 381 mm dick. Die Schiffe besaßen ein gepanzertes Deck mit 159 mm über den Hauptgeschützmagazinen und 95 mm über den Maschinenräumen und den Sekundärmagazinen. Hinter den Aufbauten war das Deck in Höhe der Unterkante der Gürtelpanzerung 108 mm stark. Die Panzerung des Kommandoturms war 305 bis 356 mm dick und hatte ein 170 mm dickes Dach. Die Sekundärgeschütztürme waren durch eine 25 bis 38 mm dicke Panzerung geschützt. Der Unterwasserschutz bestand aus einem 1,5-m-Doppelboden und einem Torpedoschutzsystem.

## Schiffe der Klasse
Nelson
Die Nelson wurde am 28. Dezember 1922 als Typschiff der Klasse auf Kiel gelegt und lief am 3. September 1925 vom Stapel. Sie wurde im August 1927 in Dienst gestellt. Sie war zeitweise Flaggschiff der Royal Navy und diente zunächst meist gemeinsam mit ihrem Schwesterschiff. 1931 war die Mannschaft an der Invergordon-Meuterei beteiligt. Mit dem Ausbruch des Zweiten Weltkriegs 1939 gehörte die Nelson zur Homefleet und war an der Suche nach diversen deutschen Kriegsschiffen beteiligt. Sie wurde nach Gibraltar verlegt, von wo aus sie ins Mittelmeer zu Geleitmissionen aufbrach. Dabei wurde sie im September 1941 durch einen Torpedotreffer beschädigt. Nach dem Abschluss der Reparaturen unterstützte sie die alliierten Landungen in Nordafrika und später die Landung auf Sizilien. Bei der Landung in der Normandie lief sie im Sommer 1944 auf zwei Minen. Nach ihrer Instandsetzung wurde sie im Pazifik eingesetzt, nach dem Kriegsende in die Reserve versetzt und 1949 abgewrackt.
Rodney
Die Rodney wurde am 28. Dezember 1922 auf Kiel gelegt und lief am 17. Dezember 1925 vom Stapel. Sie wurde im November 1927 in Dienst gestellt und war zunächst meist gemeinsam mit ihrem Schwesterschiff eingesetzt. 1931 waren die Mannschaften beider Schiffe an der Invergordon-Meuterei beteiligt. Wie die Nelson war sie zunächst abgestellt um – weitgehend ohne Ergebnis –, feindliche Schiffe nahe den Britischen Inseln abzufangen. Als 1941 das Schlachtschiff Bismarck in den Atlantik vordrang, war die Rodney an dessen Versenkung beteiligt, wobei sie das gegnerische Schiff torpedierte. Sie wurde später der „Force H“ zugeteilt und insbesondere während und nach der Landung der Alliierten in der Normandie 1944 intensiv zur Feuerunterstützung der Truppen an Land eingesetzt. Gegen Kriegsende lag sie wegen ihres schlechten Zustandes meist in Scapa Flow und war kaum an Operationen beteiligt. Nach dem Krieg wurde sie 1948 in Inverkeithing abgewrackt.